# Deep State
Deep State è una serie televisiva britannica creata da Simon Maxwell e Matthew Parkhill per Fox Networks Group Europa e Africa.
La serie va in onda dal 5 aprile 2018, mentre in Italia è trasmessa su Fox dal 9 aprile dello stesso anno.
Il 6 aprile 2018, la serie è stata rinnovata per una seconda stagione.

## Trama
La serie è centrata intorno a Max Easton, un agente MI6 in pensione che è costretto a tornare in campo per vendicare la morte di suo figlio. Presto si ritrova al centro di una guerra segreta di intelligence, in cui i contanti derivano dal caos.

## Episodi
| Stagione         | Episodi | Prima TV UK | Prima TV Italia |
| ---------------- | ------- | ----------- | --------------- |
| Prima stagione   | 8       | 2018        | 2018            |
| Seconda stagione | 8       | 2019        | 2019            |

## Personaggi e interpreti

### Personaggi principali
- Max Easton (stagione 1), interpretato da Mark Strong, doppiato da Francesco Prando.
- Nathan Miller (stagione 2), interpretato da Walton Goggins, doppiato da Oreste Baldini.[6]
- Harry Clarke, interpretato da Joe Dempsie, doppiato da Luca Mannocci.
- Leyla Toumi, interpretata da Karima McAdams, doppiata da Selvaggia Quattrini.
- Khalid Walker, interpretato da Kingsley Ben-Adir, doppiato da Andrea Mete.
- Anna Easton, interpretata da Lyne Renée, doppiata da Anne Marie Sanchez.
- Amanda Jones, interpretata da Anastasia Griffith.
- George White, interpretato da Alistair Petrie, doppiato da Angelo Maggi.
- Chloe Easton, interpretata da Cara Bossom.
- Lola Easton, interpretata da Indica Watson.
- Noah, interpretato da Adrien Jolivet, doppiato da Serge Pirilli.
- John Lynn, interpretato da Mark Holden.
- Senatore Hawes, interpretato da William Hope.

### Personaggi ricorrenti
- Elliot Taylor, interpretata da Rachel Shelley, doppiata da Ilaria Latini.
- Laurence, interpretato da Alexandre Willaume, doppiato da Alessio Cigliano.
- Olivia, interpretata da Amelia Bullmore, doppiata da Anna Cugini.